# 本多忠国
本多 忠国（ほんだ ただくに）は、江戸時代前期の大名。大和国郡山藩、陸奥福島藩を経て播磨姫路藩の初代藩主。忠勝系本多家宗家6代。

## 生涯
陸奥守山藩主・松平頼元の次男に生まれる。水戸藩初代藩主・徳川頼房の孫で、第2代藩主・徳川光圀の甥にあたる。大和国郡山藩主本多政長の養子となり、政長死後、家督相続と同時に福島15万石に転封、その後姫路15万石に転封となる。
藩主在任中に死去し、家督は3男の忠孝が継いだ。

## 経歴
- 1666年（寛文6年） - 生まれる
- 1673年（延宝元年） - 本多政長の養子になる
- 1679年（延宝7年） - 本多家相続、陸奥福島に国替（6月26日）
- 1682年（天和2年） - 播磨姫路に国替（2月12日）
- 1703年（元禄16年） - 大和川付替え工事の幕命下る。
- 1704年（宝永元年） - 死去、享年39

## 官位位階
- 1679年（延宝7年） - 従五位下中務大輔
- 1683年（天和3年） - 従四位下
- 1697年（元禄10年） - 侍従

## 系譜
```
　　　　　┏政朝━政長
　　　　　┃
本多忠政━┫　　　松平頼元
　　　　　┗亀姫　　┣本多忠国
　　　　　　　┣━嘉禰
　　　　　　小笠原忠真

```

父母
- 松平頼元（実父）
- 小笠原忠真の娘（実母）
- 本多政長（養父）

正室
- 池田綱政の娘

子女
- 本多忠孝（三男）

長男、次男は早世

## 墓所・霊廟
- 兵庫県姫路市の圓教寺に本多家廟屋があり、忠国の廟所は宝永元年（1704年）に建立された[2]。

## 逸話
赤穂浪士吉田兼亮の娘婿伊藤治興が家臣にいる。1703年（元禄16年）に吉田兼亮の遺児吉田兼直（幼名は伝内）が連座して伊豆大島へ遠島となると、幕府に許可されている持ち込み上限の金20両・米20俵のぎりぎりに近い、金19両米19俵を伝内に贈って支援している。